# Bob-Europameisterschaft 1984
Die Bob-Europameisterschaft 1984 wurde am 21. und 22. Januar im Zweierbob und am 28. und 29. Januar 1984 im Viererbob im Olympia Eiskanal Igls in Österreich ausgetragen. Die Europameisterschaft war eine Woche vor der Eröffnung der Olympischen Winterspiele in Sarajevo der letzte internationale Bobwettbewerb, um unter Wettkampfbedingungen zu starten.

## Zweierbob
Die Olympiasaison 1983/84 spornte einige Nationen zu großen Anstrengungen an. Nach der Wettkampfpremiere der sowjetischen Bobs im Jahr 1981 waren sie bis dahin noch nicht mit internationalen Medaillengewinnen aufgefallen. Allerdings schien man im lettischen Trainingszentrum um die damals noch vorhandene Bob- und Rodelbahn Cēsis für Sarajevo etwas vorzuhaben. Beim Saisonauftakt der internationalen Bobvergleiche im sauerländischen Winterberg schlugen die neuen sowjetischen Zigarrenbobs, despektierlich auch Russenzigarre genannt, ein wie eine Bombe. Die aerodynamisch auf dem technisch neuesten Stand gefertigten, schlanken Bobs dominierten den Zweier-Wettbewerb und mit den drei angereisten sowjetischen Bobteams konnte nur der neue DDR-Shootingstar Wolfgang Hoppe mithalten.
Nunmehr hatten die sowjetischen Bobs auch für die EM gemeldet, allerdings fehlte namhafte Konkurrenz. Alle drei für Olympia gemeldeten DDR-Bobs, die Duos Lehmann/Musiol, Germeshausen/Gerhardt und Hoppe/Schauerhammer fehlten und bereiteten sich stattdessen für Olympia vor. Somit kam die vermeintlich zweite Reihe der Bob-Teams zum Zuge, unter anderem Altmeister Horst Schönau, aber auch erstmals ein Bob von der SG Dynamo Zinnwald mit Harry Bahr und Peter Roch. Auch im Schweizer Lager gab es einen Paukenschlag. Die neben der DDR stärkste Bobnation der 1980er Jahre hatte mit Pichler, Giobellina, Fasser, Hiltebrand und eben Altmeister Erich Schärer 5 Top-PIloten, die mittlerweile alle internationale Titel errungen hatten. In der schweizinternen Olympiaqualifikation sah es für Schärer zu dem Zeitpunkt bereits schlecht für einen Start in Sarajevo aus, so wollte ihn der Schweizer Verband wenigstens zur EM im Zweierbob starten lassen. Doch Schärer verzichtete, da er seinen starken Anschieber Max Rüegg an Ekkehard Fasser für die Entscheidung im Viererbob abtrat.
Bei soviel Aufregung um die Personalentscheidungen ging fast unter, das Pichler und Hiltebrand in eilig entwickelten Contraves-Bobs starten würden, einer westlichen Kopie der sowjetischen Zigarrenbobs. Die Originale zeigten allerdings schon im Training, das es wohl eine neue Nation bei den Zweierbob-Europameistern geben würde. Dies bestätigte sich dann auch im Wettkampf. Mit den jeweils besten Laufzeiten und dabei teilweise großen Abständen zur Konkurrenz gewann das Sowjetische Duo Kipurs/Snpets mit über einer Sekunde Vorsprung erstmals einen Europameistertitel im Bobsport für die Sowjetunion. Der siegreichen Phalanx vermochten sich nur 2 DDR-Bobs stellen, die mit Detlef Richter und Horst Schönau als Piloten vor allem auf ihre Erfahrung zählen konnten. So konnte sich das Duo Richter/Jerke vor allem mit einem starken zweiten Wettkampftag noch Silber sichern und Horst Schönau verlor erst im letzten Lauf den Kampf um Platz vier gegen das Duo Poikans/Perzups. Die se Platzierung reichte allerdings offenbar, das Schönau nach dem Wettkampf sofort seinen Rücktritt bekanntgab und damit auch nicht mehr im Viererbob antrat. Für die Schweizer Teams endete die EM im kleinen Schlitten einigermaßen ernüchternd. Giobellina war im herkömmlichen Bob mit Platz 6 noch bester Eidgenosse, die neuartigen Contraves-Bobs landeten auf dem 9. und 10. Rang.
| Platz | Bob                                                   | Lauf 1 | Lauf 2 | Lauf 3 | Lauf 4 | Gesamtzeit Rückstand |
| ----- | ----------------------------------------------------- | ------ | ------ | ------ | ------ | -------------------- |
| 1     | UdSSR - Bob URS 1 Jānis Ķipurs Aivars Šnepsts         | 54,53  | 54,82  | 54,36  | 54,78  | 3:38,49              |
| 2     | DDR - Bob GDR 1 Detlef Richter Dietmar Jerke          | 55,14  | 55,12  | 54,48  | 54,97  | 3:39,71 +1,22        |
| 3     | UdSSR - Bob URS 2 Zintis Ekmanis Wladimir Alexandrow  | 55,02  | 55,19  | 54,93  | 55,04  | 3:40,18 +1,69        |
| 4     | UdSSR - Bob URS 3 Māris Poikāns Ivars Bērzups         | 55,65  | 55,50  | 54,96  | 55,17  | 3:41,28 +2,79        |
| 5     | DDR - Bob GDR 2 Horst Schönau Matthias Legler         | 55,30  | 55,53  | 55,21  | 55,32  | 3:41,36 +2,87        |
| 6     | Schweiz - Bob SUI 3 Silvio Giobellina Rico Freiermuth | 55,42  | 55,72  | 55,55  | 55,75  | 3:42,44 +3,95        |
| 7     | BR Deutschland - Bob FRG Anton Fischer Hans Metzler   |        |        |        |        | 3:42,64 +4,15        |
| 8     | Österreich - Bob AUT Walter Delle Karth Hans Lindner  |        |        |        |        | 3:42,72 +4,23        |
| 9     | Schweiz - Bob SUI Ralph Pichler Urs Leuthold          |        |        |        |        | 3:42,83 +4,34        |
| 10    | Schweiz - Bob SUI Hans Hiltebrand Meinrad Müller      |        |        |        |        | 3:43,49 +4,80        |
| …     | …                                                     | …      | …      | …      | …      | …                    |
| 17    | DDR - Bob GDR 3 Harry Bahr Peter Roch                 |        |        |        |        |                      |

## Viererbob
Anders als bei den kleinen Schlitten war der große sowjetische Zigarrenbob noch längst nicht so ausgereift und verbreitete damit im Vorfeld weniger Unruhe als noch bei der Zweierentscheidung. So deutete sich im Training an, dass die Schweiz einer erfolgreichen Titelverteidigung entgegen sehen konnte, obgleich der einzig verbliebene DDR-Bob mit Pilot Detlef Richter auch mit guten Trainingszeiten aufwarten konnte. Der Wettkampf entwickelte sich letztlich zu einem Zweikampf Schweiz-DDR, weil die sowjetischen Farben früh ausschieden. Zweier-Europameister Jānis Ķipurs wurde am Abend des ersten Wettkampftages mit seinem Bob disqualifiziert, da das Gesamtgewicht inklusive Crew um 4,5 kg überschritten worden war. Noch am Vortag hatte der Lette den Zigarrenbob hektisch umbauen lassen müssen, da bestimmte Maße nicht dem Reglement entsprachen. Die zwei anderen sowjetischen Bobs hatten schon nach dem ersten Wettkampftag nichts mit dem Ausgang des Rennens zu tun, Kipurs lag vor seiner Disqualifikation allerdings noch aussichtsreich im Kampf um Bronze. So kämpften letzten Endes Silvio Giobellina und Detlef Richter mit ihren Teams um Gold, wobei der Schweizer nach dem ersten Tag mit 25 Hundertsteln führte. Trotz der besten Laufzeit beim dritten Start vermochte es Richter nicht mehr, Giobellina den Titel noch streitig zu machen. Ekkehard Fasser mit Bronze und Hans Hiltebrand mit Rang vier rundeten das starke Schweizer Abschneiden im Viererbob ab.
| Platz | Bob                                                                                             | Lauf 1 | Lauf 2 | Lauf 3 | Lauf 4 | Gesamtzeit Rückstand |
| ----- | ----------------------------------------------------------------------------------------------- | ------ | ------ | ------ | ------ | -------------------- |
| 1     | Schweiz - Bob SUI 1 Silvio Giobellina Heinz Stettler Urs Salzmann Rico Freiermuth               | 53,34  | 53,78  | 53,92  | 53,96  | 3:34,99              |
| 2     | DDR - Bob GDR 1 Detlef Richter Thomas Forch Matthias Legler Dietmar Jerke                       | 53,61  | 53,76  | 53,82  | 53,96  | 3:35,15 +0,16        |
| 3     | Schweiz - Bob SUI 3 Ekkehard Fasser Hans Märchy Kurt Poletti Rolf Strittmatter                  | 54,00  | 54,15  | 53,94  | 54,24  | 3:36,33 +1,34        |
| 4     | Schweiz - Bob SUI 2 Hans Hiltebrand Meinrad Müller Walter Rahm Roland Berli                     | 53,99  | 54,45  | 54,30  | 54,36  | 3:37,10 +2,11        |
| 5     | Österreich - Bob AUT 1 Walter Delle Karth jun. Günter Krispel Johann Lindner Ferdinand Grössing | 54,32  | 54,29  | 54,33  | 54,43  | 3:37,37 +2,38        |
| 6     | BR Deutschland - Bob FRG 2 Anton Fischer Franz Nießner Uwe Eisenreich Hans Metzler              | 54,04  | 54,52  | 54,48  | 54,37  | 3:37,41 +2,42        |
| 7     | Österreich - Bob AUT 2 Peter Kienast Gerhard Redl Christian Mark Franz Siegl                    |        |        |        |        | 3:37,60 +2,61        |
| 8     | Österreich - Bob AUT 3 Franz Paulweber Horst Tutzer Kurt Oberhöller Bernhard Purkrabek          |        |        |        |        | 3:38,11 +3,12        |
| 9     | Frankreich - Bob FRA 1 Gerard Christaud Philip Auroux Philip Stott Patrick Lachaud              |        |        |        |        | 3:38,30 +3,31        |
| 10    | BR Deutschland - Bob FRG 1 Klaus Kopp Gerhard Oechsle Günther Neuburger Hans-Joachim Schumacher |        |        |        |        | 3:38,45 +3,46        |
| 11    | Sowjetunion - Bob URS Zintis Ekmanis Jānis Skrastiņš Rihards Kotāns Wladimir Alexandrow         |        |        |        |        | 3:38,70 +3,71        |
| 12    | Sowjetunion - Bob URS Wjatscheslaw Schawlew Alexander Paschkow Nikolai Wlassow Wladimir Koslow  |        |        |        |        | 3:39,63 +4,64        |

## Medaillenspiegel
| Platz | Nation                          | Gold | Silber | Bronze |
| 1     | UdSSR                           | 1    | –      | 1      |
| 1     | Schweiz                         | 1    | –      | 1      |
| 3     | Deutsche Demokratische Republik | –    | 2      | –      |